# Биннер, Уиттер
Хэролд Уиттер Биннер (англ. Harold Witter Bynner), также известный под псевдонимом Эмануэль Морган (англ. Emanuel Morgan), (10 августа 1881 – 1 июня 1968) – американский поэт, писатель и учёный, долгое время живший в Санта-Фе (Нью-Мексико), где ему довелось познакомиться с многими другими заметными поэтами, писателями и артистами.

## Детство и юность
Биннер родился в Бруклине, штат Нью-Йорк, у Томаса Эдгартона Биннер (англ. Thomas Edgarton Bynner) и Энни Луизы Брюэр (англ. Annie Louise Brewer) (в девичестве). Его властная мать рассталась с отцом-алкоголиком в декабре 1888 года и переехала с двумя сыновьями в штат Коннектикут. Отец умер в 1891 году, а в 1892 году семья переехала в Бруклайн (Массачусетс). Биннер учился в средней школе Бруклайна и был редактором её литературного журнала. Он поступил в Гарвардский университет в 1898 году, где он был первым учеником в своем классе, которого Уоллес Стивенс, редактор, пригласил присоединиться к студенческому литературному журналу «Гарвардский адвокат». Его работы также были опубликованы в другом литературном журнале Гарварда, «Гарвард Монтсли». Его любимым профессором был Джордж Сантаяна. Будучи студентом, он получил прозвище «Хэл» (англ. Hal), которым друзья звали его всю последующую жизнь. Ему нравились театральные, оперные и симфонические представления в Бостоне, и он стал участником избирательного движения. Он окончил Гарвард с отличием в 1902 году. Его первая книга стихов «Ода Гарварду» (позже получившая иное название «Молодой Гарвард») вышла в 1907 году. В 1911 году он был торжественно провозглашён Гарвардским Phi Beta Каппа Поэтом.

## Нью-Йорк и Нью-Гэмпшир
После поездки в Европу он занял должность в «Маклурс Магазин» (англ. McClure's Magazin) и оставался там в течение четырёх лет, встречаясь и общаясь со многими нью-йоркскими писателями и художниками. Затем он обратился к независимому сочинительству и чтению лекций, поселившись в Корниш (Нью-Гэмпшир).
В 1916 году он, вместе с Артуром Дэвисоном Фике (англ. Arthur Davison Ficke), другом из Гарварда, был виновным в появлении изощренной литературной мистификации, сборника поэзии «Спектра», которая была якобы создана при участии школы поэтов «Спектрист», заодно с поэтами-имажистами  из Питтсбурга. «Спектра» — небольшая коллекция стихов, была опубликована под псевдонимами Анн Книш (Фике) (англ. Anne Knish) и Эмануэля Моргана (Биннер) (англ. Emanuel Morgan). Марджори Аллен Сейферт (англ. Marjorie Allen Seiffert), писавшая под псевдонимом Элайджа Хей (англ. Elijah Hay), также якобы была частью «движения имажистов».
Биннер был дружелюбен с Халилом Джебраном и представил писателя своему издателю, Альфреду Абрахаму Кнопфу, который опубликует «Пророка» Джебрана в 1923. Джебран нарисовал портрет Биннера в 1919 году.
В Нью-Йорке Биннер был членом клубов «Игроки» (англ. Players), «Гарвардского клуба в Нью-Йорке» (англ. Harvard Club of New York) и «Макдувелл клаб» (англ. MacDowell Club). В Сан-Франциско он вступил в «Богемский клуб».

## Азия и Беркли
Биннер путешествовал с Фике и другими в Японию, Корею и Китай в 1917 году.
Он был направлен для преподавания устного английского языка в качестве альтернативной военной службы как отказник совести в 1918–1919 годах в Калифорнийский университет в Беркли, и после окончания Первой мировой войны его пригласили остаться на факультете английского языка для преподавания поэзии. Среди его учеников было несколько авторов, которые стали известными поэтами, такие как Стентон А. Кобленц (англ.  Stanton A. Coblentz), Хильдегард Фланнер (англ. Hildegarde Flanner), Иделла Пурнелл (англ.  Idella Purnell) и Женевьева Таггард (англ. Genevieve Taggard). В рамках празднования окончания войны он сочинил пьесу «Кантика хвалы» (англ. A Canticle of Praise), которую сыграли в Греческом театре Херста (англ. Hearst Greek Theatre) перед примерно восемью тысячами человек.
Познакомившись с профессором китайского Киангом Канг-ху (англ. Kiang Kang-hu), он начал одиннадцатилетнее сотрудничество с ним, делая перевод стихов, созданных в период  правления Империи Тан. Его учебный контракт не был продлен, но его ученики продолжали встречаться как группа, и он временами присоединялся к ним. В Богемском клубе в Сан-Франциско был устроен чудесный ужин в его честь, а ученики и друзья выпустили сборник стихов «В.Б. в Калифорнии» (англ. W.B. in California), который был подарен всем присутствовающим.
Биннер путешествовал в Китай для интенсивного изучения китайской литературы и культуры с июня 1920 по апрель 1921. По пути своего путешествия он встретил скульптора Бениамино Буфано (англ.  Beniamino Bufano). Он вернулся в Калифорнию и отправился навестить семью в Нью-Йорке, а затем отправился в очередной лекционный тур, который привел его в феврале 1922 года в Санта-Фе (Нью-Мексико). Измученный и страдающий от продолжительной простуды, он решил отменить свой тур и остановился отдыхнуть в этом городе.

## Санта-Фе и Мексика
После очередной поездки в Беркли, когда он зачислил своего бывшего ученика Уолтера Уилларда «Спуда» Джонсона (англ. Walter Willard 'Spud' Johnson) быть своим секретарём (и любовником), он переехал в июне 1922 года в Санта-Фе, штат Нью-Мексико. Светская львица Мэйбл Додж (англ. Mabel Dodge Luhan) представила их Дэвиду Герберту Лоуренсу и его жена Фриде, позже Биннер и Джонсон присоединились к Лоуренсам в поездке по Мексике в 1923 году. Поездка вдохновила Лоуренса к созданию нескольких очерков и повести «Пернатый змей» (англ. The Plumed Serpent), в персонажах которого можно узнать Биннера и Джонсона. К этому времени относятся также три стихотворения о Лоуренсе и книга мемуаров, «Путешествие с гением» (англ. Journey with Genius), опубликованная в 1951 году.

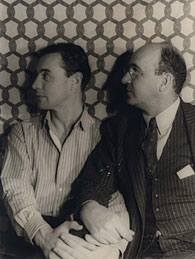
Роберт Хант и Виттер Биннер

Мейбл Додж была недовольна их поездкой, и она, как говорят, отомстила Биннеру, наняв Джонсона своим собственным секретарем. Биннер, в свою очередь, написал пьесу «Торт» (англ. Cake), высмеивающую её образ жизни. Роберт «Боб» Хант (1906-1964) (англ. Robert "Bob" Hunt) посетил Биннера в 1930 году — первоначально для короткого визита, пока Роберт Хант сам оправлялся от болезни, но он остался пожизненным спутником Биннера. Вместе они развлекали художников и литературных деятелей, таких как Энсел Адамс (англ. Ansel Adams), Уистен Хью Оден (англ. Wystan Hugh Auden), Уилла Кэсер (англ. Willa Cather), Роберт Фрост (англ. Robert Frost), Марта Грэм (англ. Martha Graham), Олдос Хаксли (англ. Aldous Huxley), Кристофер Ишервуд (англ. Christopher Isherwood), Дэвид Герберт Лоуренс, Эдна Сент-Винсент Миллей (англ. Edna St. Vincent Millay), Джеймс Меррилл (англ. James Merrill), Джорджия О’Кифф (англ. Georgia O'Keeffe), Карл Сэндберг (англ. Carl Sandburg), Игорь Стравинский (англ. Igor Stravinsky), Карл Ван Вехтен (англ. Carl Van Vechten) и Торнтон Уайлдер (англ. Thornton Wilder). Они также часто посещали второй дом в Чапала, Мексика. Дом был куплен у мексиканского архитектора Луиса Баррагана (исп. Luis Barragán). Биннер провел там большую часть 1940-го и начала 1950-го, пока не начал терять зрение. Он вернулся в США, получил лечение и отправился в Европу с Робертом Хантом, который к началу 1960-х годов взял на себя ответственность по уходу за больным поэтом. Роберт Хант умер от сердечного приступа в январе 1964 года.
Биннер занимал пост президента Американского общества поэзии с 1921 по 1923 год. Чтобы поощрить молодых поэтов, он создал «Премию Уиттера Биннера за высшее образование в области поэзии», — учрежденную обществом поэзии в сотрудничестве с поэтическим журналом «Пальмы»  (англ. Palms), в котором он был помощником редактора. Двумя получателями награды были Каунти Каллен (англ. Countee Cullen) в 1925 году и Лэнгстон Хьюз (англ. Langston Hughes) в 1926 году.
18 января 1965 года у Биннера был тяжелый инсульт после которого не приходил в себя и нуждался в постоянном уходе, пока не умер 1 июня 1968 года. Прах Ханта и Биннера похоронен под резной каменной плачущей собакой в доме, где он жил на Аталайя Хилл в Санта-Фе, который теперь используется в качестве президентского дома для колледжа Святого Джона.

## Наследие

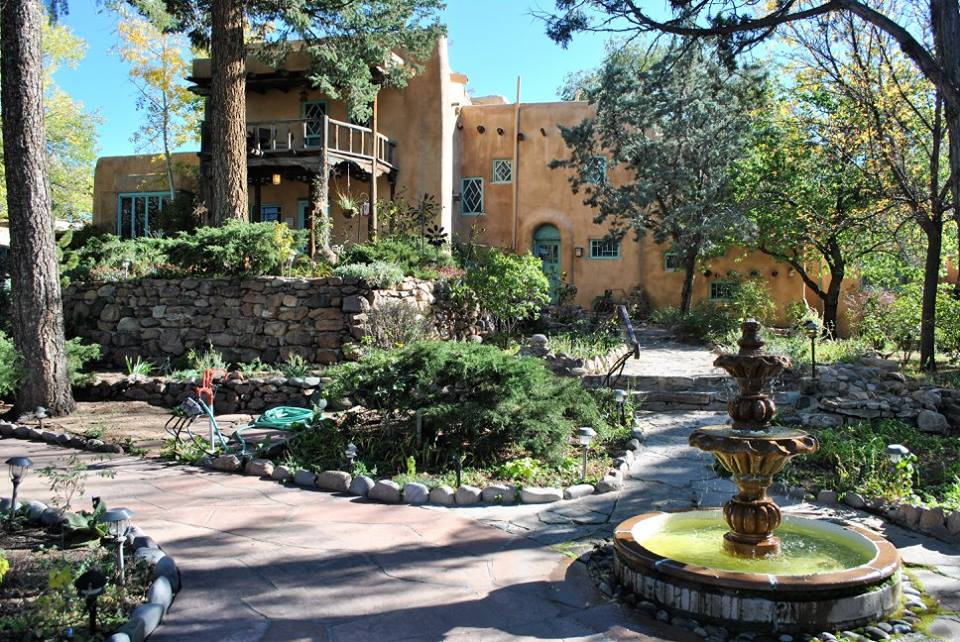
Дом Биннера в Санта-Фе

Дом Биннера в Санта-Фе - это гостиница типа «постель и завтрак», которая называется «Гостиница бирюзового медведя».
В 1972 году по завещанию Биннера был основан Фонд поэзии Виттера Биннера, который даёт гранты для увековечения поэтического искусства, прежде всего, с целью поддержки отдельных поэтов, создания переводов и привлечения слушателей. С 1997 года фонд учредил стипендию Виттера Биннера (англ. Witter Bynner Fellowship), получателя которой выбирает Поэт-лауреат США — официальный поэт Библиотеки конгресса США.
Американской академией и Американской академией искусств и литературы был учреждён Приз Виттера Биннера в 1980 году для поддержки молодых поэтов, но награждение приостановлено в 2003.